# Littoraria flammea
†Littoraria flammea là một loài ốc biển có mang và vảy ốc, là động vật thân mềm chân bụng sống ở biển trong họ Littorinidae.
Đây là loài đặc hữu của Trung Quốc. Nó đã tuyệt chủng.